# 涿鹿镇
涿鹿镇，是中华人民共和国河北省张家口涿鹿县下辖的一个乡镇级行政单位。

## 行政区划
涿鹿镇下辖以下地区：
前街社区、城里社区、西关社区、和平街社区、北关社区、南关社区、西头堡村、朝阳寺村、杨堡村、丁堡村、北小庄新村、马军庄村、谭庄村、水泉庄村、郝家坡村、柳巷村、西二堡村、白塔寺村、杨家屯村、牛家场村、北小庄老村、季家寺村、罗庄村、沈庄村、青宁堡村、前后巷村、北关村、东关村、城里村、教场村、汪源屯村、西关村、拐角村、苑庄村、曹家园村和周堡村。